# Фредегунда
Фредегунда (Fredegunde; * между 543 и 545, Франция; † 8 декември 597, Париж, Франска държава) е конкубина и от около 570/571 г. съпруга на меровингския крал Хилперих I от Неустрия и майка на престолонаследника Хлотар II.

## Живот
Фредегунда е първо несвободна слугиня на Хилперих I и неговата първа съпруга Аудовера. Тя става от 565 г. конкубина на Хилперих I. Хилперих се разделя през 565/567 г. от Аудовера и се жени през 567 г. за Галсвинта, дъщеря на вестготския крал Атанагилд. Той не се разделя от Фредегунда и нарежда убийството на съпругата си през 570/571 г. След няколко дена той се жени за Фредегунда.
Фредегунда и Хилперих I имат петима сина, от които четири умират рано. Само най-малкият син от този брак, Хлотар II, остава жив и наследява Хилперих на трона. Единствената тяхна дъщеря е Ригунта, чиято сватба с Рекаред I, синът на вестготския крал Леовигилд, не се състои. През 589 г. се състоят големи разправии, дори се стига до бой, между Фредегунда и Ригунта.
През 584 г. Хилперих I е убит по време на връщането му от лов. Тогава сина му Хлотар II е само на четири месеца. Фредегунда намира закрила при Гунтрам, който е полубрат на Хилперих I и резидира в Орлеан, за да осигури наследството на нейния син Хлотар II.
Фредегунда води управлението за нейния син до смъртта си през 597 г. Тя умира 13 години след съпруга си и е погребана до него в църквата „Св. Винцент“ в Париж.

## Деца
- Хлодоберт (* 565; † 580)
- Ригунта (* 570; † сл. 589)
- Самсон (* 575; † 577)
- Дагоберт († 580)
- Теодерих (* 582; † 584).
- Хлотар II (* 584), наследява баща си на трона